# Jake Arnold
Robert Jacob "Jake" Arnold (né le 3 janvier 1984 à Santa Rosa) est un athlète américain spécialiste du décathlon.

## Carrière sportive
Son meilleur résultat est de 8 215 points à Sacramento en juin 2007, porté à 8253 au meeting de Götzis en 2010. En terminant 3e des Championnats des 
États-Unis 2009 à Eugene (Oregon), avec 7 984 points, alors qu'il a déjà atteint les 8 069 points en 2009 au meeting de Götzis, il se qualifie pour les Mondiaux de Berlin.